# Гіоргі Макарідзе
Гіоргі Макарідзе (груз. გიორგი მაკარიძე; нар. 31 березня 1990, Тбілісі, Грузинська РСР) — грузинський футболіст, воротар клубу іспанської Сегунди «Альмерія» та національної збірної Грузії. Виступав, зокрема, за «Динамо» (Тбілісі), «Ле-Ман», «Докса», «Фейренсі», «Морейренсі», «Ріу Аве» та «Віторію» (Сетубал).

## Клубна кар'єра
У 2006 році 16-річний Гіоргі перейшов до другої команди грузинського клубу вишого дивізіону «Динамо» (Тбілісі). Швидко став основним гравцем резервної команди, у складі якої виступав у другому дивізіоні чемпіонату Грузії. Також перебував у складі першої команди клубу, але не використовувався у цій команді. Переважно завдяки своїм виступам у національній збірній привернув до себе увагу іноземних клубів, таких як німецькі клуби «Вердер» та «Боруссія» (Дортмунд), але в січні 2009 року перейшов до клубу першого дивізіону «Ле-Ман». Сума відступних склала 400 000 євро.
Після переходу до французького клубу став гравцем резерву, конкурував з гравцем юнацької збірної Франції (U-20) Тібо Ферран. Тому спочатку «Ле-Мані» перевів його до резервної команди у четвертому дивізіоні чемпіонату Франції. Після віходу Йоанна Пеле в «Тулузу» й оренди Феррана в «Реймс», влітку 2009 року перейшов до професіонального складу, де змушений був конкурувати з Дідьє Овоно, якому програв місце основного воротаря в Тбілісі. Спочатку залишався третім воротарем, після Роше та Овоно. На професіональному рівні дебютував за «Ле-Ман» 23 вересня 2009 року в переможному (3:0) поєдинку 1/8 фіналу кубку французької ліги 2009/10 проти «Німа». Після невпевненої гри Дідьє Овоно, 29 листопада 2009 року головний тренер «Ле-Мана» Паулу Дуарті надав Макарідзе шанс дебютувати у вищому дивізіоні Франції, в нічийному (1:1) поєдинку проти «Сент-Етьєна». Провів посередній матч, але зміг переконати тренера надати йому ще один шанс, у поєдинку наступного туру проти «Монпельє». Другий матч також провів невдало, проустив удар з 25 метрів від Каріма Аїт-Фана, через що дві гри пропустив, а потім знову грав за резервну команду. На початку сезону 2010/11 років став дублером Дідьє Овоно, який повернув собі місце основного воротаря «Ле-Мана». Напередодні повернення до першої команди «Ле-Ман» вилетів у Лігу 2. У сезоні 2011/12 років отримував більше ігрової практики, переважно у кубку Франції та кубку французької ліги. Після від'їзду Дідьє на Кубок африканських націй 2012 року підміняв Дідьє як основного воротаря. 28 червня 2013 року розірвав контракт з французами після вильоту до третього дивізіону, які згодом навіть опустилися до шостого дивізіону чемпіонату Франції.
Після розірвання контракту залишався без клубу, допоки у квітні 2014 року не підписав контракт з клубом першого дивізіону Кіпру «Докса Катокопіас». Однак за кіпрську команду не зіграв жодного поєдинку і вже у наступну літню перерву переїхав до клубу другого дивізіону Португалії «Фейренсі». Через деякий час став основним воротарем і в 2016 році допоміг команді підвищитися в класі. Після підвищення в класі приєднався до «Морейренсі», який також виступав в еліті португальського футболу. Разом з командою виграв Кубок португальської ліги. У 2018 році ходили чутки, що Гіоргі повинен перейти до «Бенфіки», але цього не сталося й грузинський воротар перейшов до «Ріу Аве». За обопільною згодою він розірвав контракт з «Ріу Аве» і в січні 2019 року Макарідзе перейшов до «Віторії». Перебував на контракті у клубі з Сетубала до червня 2021 року.
12 вересня 2020 року Макарідзе підписав 2-річний контракт з командою Сегунда Дивізіоном, «Альмерією». В свою чергу, турецький клуб «Ерзурумспор» заявив, що грузинський клуб підписав з ним попередній контракт.

## Кар'єра в збірній
Георгій Макарідзе виходив до юнацької збірної Грузії (U-17), за яку зіграв 10 матчів. Також виступав за юнацьку збірну (U-19) (8 матчів) та молодіжну збірна (U-21) збірні Грузії (9 матчів)
Хоча ще не грав за першу команду тбіліського «Динамо», тодішній 17-річний Макарідзе перебував у складі збірної Грузії з 2007 року. 17 жовтня 2007 року тренер національної збірної Грузії Клаус Топпмеллер довірив місце в основі на поєдинок кваліфікації чемпіонату Європи 2008 року проти Шотландії. Гіоргі відігав усі 90 хвилин та допоміг команді здобути перемогу з рахунком 2:0. Після цього ще отримав декілька викликів, а 26 березня 2008 року допоміг перемогти Північної Ірландії (4:1). Після цього протягом дев'яти років не викликався до національної команди.

## Статистика виступів

### Клубна
Станом на 14 січня 2018
| Клуб               | Сезон             | Ліга                  | Ліга  | Ліга | Кубок | Кубок | Єврокубки | Єврокубки | Загалом | Загалом |
| Клуб               | Сезон             | Дивізіон              | Матчі | Голи | Матчі | Голи  | Матчі     | Голи      | Матчі   | Голи    |
| ------------------ | ----------------- | --------------------- | ----- | ---- | ----- | ----- | --------- | --------- | ------- | ------- |
| «Ле-Ман»           | 2009–10           | Ліга 1/Ліга 2         | 2     | 0    | 1     | 0     | 0         | 0         | 3       | 0       |
| «Ле-Ман»           | 2010–11           | Ліга 1/Ліга 2         | 0     | 0    | 5     | 0     | 0         | 0         | 5       | 0       |
| «Ле-Ман»           | 2011–12           | Ліга 1/Ліга 2         | 27    | 0    | 4     | 0     | 0         | 0         | 31      | 0       |
| «Ле-Ман»           | 2012–13           | Ліга 1/Ліга 2         | 5     | 0    | 1     | 0     | 0         | 0         | 5       | 0       |
| «Ле-Ман»           | Загалом           | Загалом               | 34    | 0    | 11    | 0     | 0         | 0         | 45      | 0       |
| «Докса Катокопіас» | 2013–14           | Перший дивізіон Кіпру | 0     | 0    | 0     | 0     | 0         | 0         | 0       | 0       |
| «Докса Катокопіас» | Загалом           | Загалом               | 0     | 0    | 0     | 0     | 0         | 0         | 0       | 0       |
| «Фейренсі»         | 2014–15           | Сегунда-Ліга/Ліга-Про | 18    | 0    | 1     | 0     | 0         | 0         | 19      | 0       |
| «Фейренсі»         | 2015–16           | Сегунда-Ліга/Ліга-Про | 36    | 1    | 4     | 0     | 0         | 0         | 40      | 1       |
| «Фейренсі»         | Загалом           | Загалом               | 54    | 1    | 5     | 0     | 0         | 0         | 59      | 1       |
| «Морейренсі»       | 2016–17           | Прімейра-Ліга         | 33    | 0    | 3     | 0     | 0         | 0         | 36      | 0       |
| «Морейренсі»       | 2017–18           | Прімейра-Ліга         | 0     | 0    | 0     | 0     | 0         | 0         | 0       | 0       |
| «Морейренсі»       | Загалом           | Загалом               | 33    | 0    | 3     | 0     | 0         | 0         | 36      | 0       |
| Усього за кар'єру  | Усього за кар'єру | Усього за кар'єру     | 121   | 1    | 19    | 0     | 0         | 0         | 140     | 1       |

## Досягнення

### Клубна
«Морейренсі»
- Кубок португальської ліги
  -  Володар (1): 2016/17

### Індивідуальні
- Найкращий воротар Сегунда-Ліги: 2015/16[4]